# كأس الجامعة التونسية للكرة الطائرة للرجال 2023–24
كأس الجامعة التونسية للكرة الطائرة للرجال 2023–24 هو الموسم رقم 4 من كأس الجامعة التونسية للكرة الطائرة للرجال.
فاز بهذا الموسم سعيدية سيدي بوسعيد إثر فوزها في النهائي على النادي الأولمبي القليبي بنتيجة ثلاث أشواط لشوط في المباراة التي جمعت الفريقين يوم 11 مايو 2024  في القاعة الرياضية عمار الدخلاوي بسيدي بوسعيد، وتشرف على تنظيمها الجامعة التونسية للكرة الطائرة.

## روابط خارجية
- الموقع الرسمي للجامعة التونسية للكرة الطائرة.